# 滑鐵盧街
滑鐵盧街（英語：Waterloo Street）、俗称「四馬路（福建话：Sì-bé-lō）」，是新加坡市中心的一條雙向道路，起點為梧槽路，終點為勿拉士峇沙路，貫穿梧槽規劃區及博物館規劃區。
滑鐵盧街原為單行道，後來改建為雙向車道。為了紓緩交通擁堵及觀音堂佛祖廟於週末與公共假期時的擁擠人潮，街道北段已闢為行人專用區。原本延伸至史丹福路的路段，因新加坡管理大學城市校區及地鐵站的建設而被縮短。
滑鐵盧街上擁有多個著名地標，包括觀音堂佛祖廟、马海阿贝犹太庙、雕塑廣場以及克里斯南印度庙。其中，马海阿贝犹太庙建於1878年，是新加坡最古老的猶太會堂，由本地猶太社群所建。

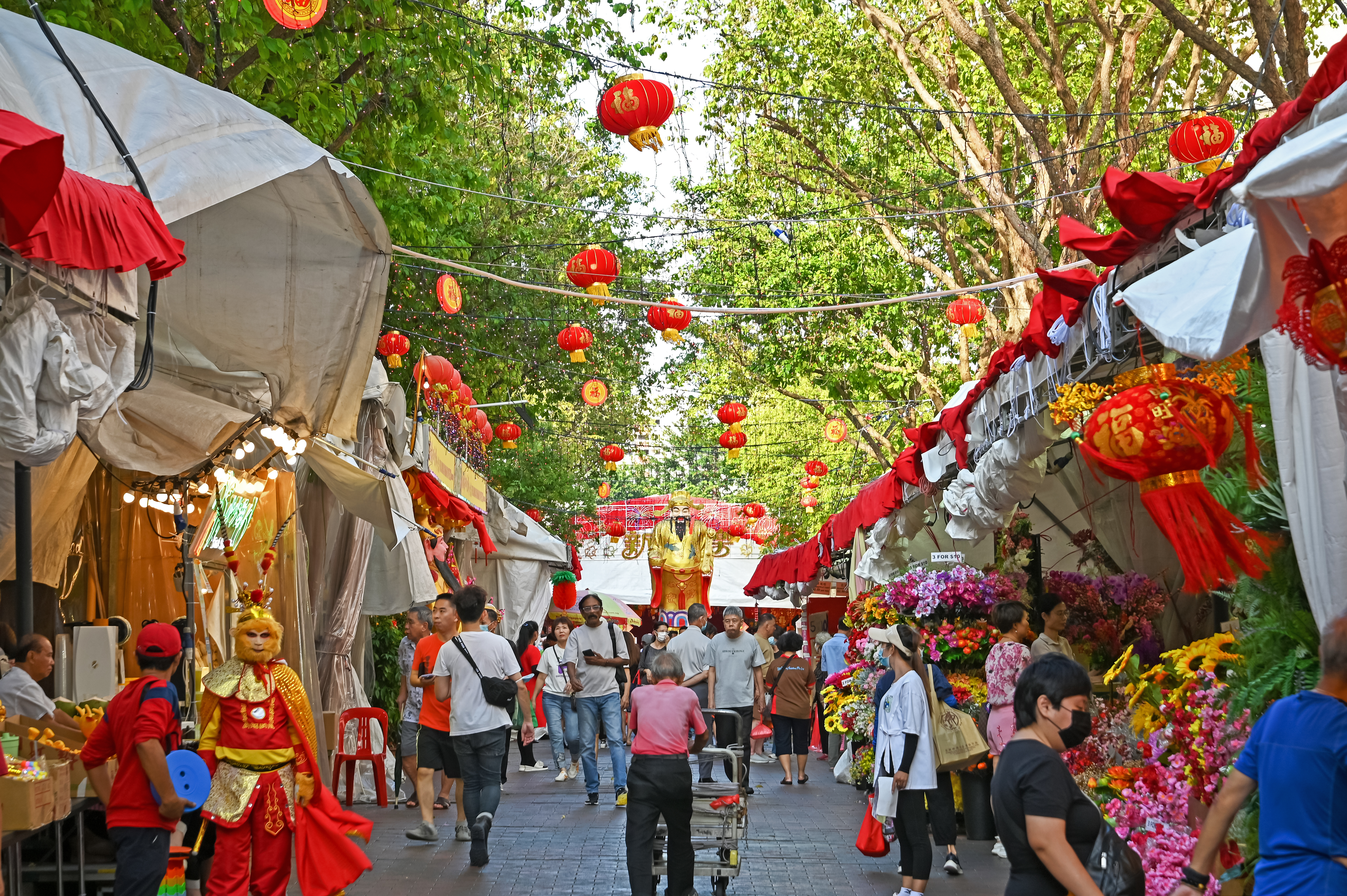
滑鐵盧街於2024年2月舉辦的農曆新年年貨市集。

滑鐵盧街與橋北路、維多利亞街和奎因街平行（依序排列），這些過去都是通往市區的主要道路。由於路名對當地人來說難以發音，他們便以福建話稱這些道路為「大馬路」（白话字：Tōa-bé-lō）、「二馬路」（白话字：Jī-bé-lō）、「三馬路」（白话字：Saⁿ-bé-lō）。滑鐵盧街則被稱為「四馬路」（白话字：Sì-bé-lō）。
每年農曆新年前夕，滑鐵盧街上段通常會舉辦迷你年貨市集。

## 地標
從梧槽路至勿拉士峇沙路按順序排列：
- 奥奇百货公司雅柏店（英語：OG Albert Complex）
- The Bencoolen
- 福禄寿大厦
- 雅柏中心（英語：Albert Centre）和清渊阁（英語：Cheng Yan Court）
- South East Asia Hotel
- 觀音堂佛祖廟
- 克里斯南印度庙
- 史丹福艺术中心（英語：Stamford Arts Centre）
- 金隆大厦（英語：Fortune Centre）
- Sculpture Square (原Middle Road Church，现Kampong Kapor Methodist Church)
- Singapore Council of Women's Organisations Centre
- 滑鐵盧街60号
- 滑鐵盧街54-58号
- 新加坡书法中心
- 滑鐵盧街42号
- 马海阿贝犹太庙
- 雅各巴拉斯中心（英語：Jacob Ballas Centre）
- 新加坡美术馆
- Plaza by the Park